# Kralik von Meyrswalden

Ritterstandswappen der Familie Kralik von Meyrswalden, 1877

Kralik von Meyrswalden ist der Name einer ursprünglich böhmischen Familie, die 1877 in den erblichen österreichischen Ritterstand erhoben wurde.  Angehörige dieser Familie waren vor allem als Industrielle, Wissenschaftler und Künstler tätig.

## Geschichte
Die Familie Kralik von Meyrswalden stammt ab vom deutsch-böhmischen Glasfabrikanten Wilhelm Kralik (1806–1877). Aus bescheidenen Verhältnissen stammend, trat er in die Glashütte seines Paten Johann Meyr von Meyrswalden (1775–1841) ein, der Kralik auch zu seinem Nachfolger einsetzte. Nach der Übernahme der Meyr'schen Glasfabriken etablierte er diese als Hersteller von Produkten höchster Qualität. In Zusammenarbeit mit Ludwig Lobmeyr gelang es ihm, seine Glasfabriken in Böhmen weiter auszubauen.
Kurz vor seinem Tod wurde Wilhelm Kralik am 11. April 1877 durch Kaiser Franz Joseph I. in Anerkennung für sein industrielles und humanitäres Wirken mit der Verleihung des Ordens der Eisernen Krone III. Klasse in den erblichen Ritterstand erhoben. Ihm und seinen ehelichen Nachkommen wurde fortan gestattet, das Prädikat „Ritter von Meyrswalden“ zu führen.
Sein Sohn Heinrich Kralik von Meyrswalden (1840–1911) erbte mit seinen Brüdern im Jahr 1877 die Firma Meyr’s Neffe. Nach der Aufteilung des Erbes mit seinen Brüdern 1881 behielt Heinrich u. a. die Glasfabrik in Eleonorenhain, die er unter dem Firmennamen Wilhelm Kralik Sohn bis zu seinem Tod 1911 weiterführte. Dessen Sohn Gottlob Kralik von Meyrswalden (1878–1964) übersiedelte 1910 mit seiner Familie nach Fürstenberg (Oder) und betrieb dort eine Glashütte, die sich auf Beleuchtungsglas spezialisierte. Mit ihm siedelten auch viele böhmische Glasmacher nach Fürstenberg um.
Die Grablege der Familie Kralik von Meyrswalden ist auf dem Friedhof in Horní Vltavice erhalten.
Nach dem Ende der Monarchie in Österreich-Ungarn wurde vom Parlament der Republik Deutschösterreich am 3. April 1919 die Aufhebung des Adels beschlossen. Infolge dieses Adelsaufhebungsgesetzes verloren auch die in Österreich lebenden Mitglieder der Familie Kralik von Meyrswalden das Recht zum Gebrauch ihrer Titel.

## Wappen
Das 1877 anlässlich der Erhebung in den Ritterstand verliehene Wappen der Familie Kralik von Meyrswalden zeigt einen böhmischen Löwen, in der rechten Pranke eine Glasölphiole haltend, und oberhalb zwei Industriekammräder als Symbol für die böhmischen Glasfabriken des Wilhelm Kralik.
Die Blasonierung lautet: „Ein roter Schild mit schwarzem Schildeshaupte. Im Schilde ein zweischwänziger silberner rot bezungter Löwe, in der rechten Vorderpranke eine gläserne Öhlphiole mit zwei Henkeln vor sich tragend. In dem Schildeshaupte zwei goldene Kammräder, eines neben dem anderen. Auf dem Hauptrande des Schildes ruhen zwei gekrönte Turnierhelme: von dem rechtseitigen hängen rote mit Silber und von linksseitigen schwarzen mit Gold unterlegte Decken herab. Aus der Helmkrone zur Rechten wächst ein dem im Schilde ersichtlichen ähnlicher unbeladener Löwe einwärts hervor und jede zur linken trägt einen geschlossenen, vorne schwarzen und mit einem goldenen Kammrade belegten, hinten goldenen Adlerflug.“

## Genealogie (Auszug)

Wilhelm Kralik (1806–1877), der spätere Ritter von Meyrswalden, Bild ca. 1875

1. Georg Kralik (* 1738 Planie, Böhmen; † 24. März 1813 in Klein-Zdikau), Tischler; ⚭ N.N. (* ? ; † ?), und hatte aus dieser Ehe:
  1. Wenzel Kralik (* 1769 in Mehlhüttl; † 24. Mai 1835 in Neugebäu), Tischler, Gastwirt und Büchsenmacher; ⚭ N.N. (* ? ; † ?), und hatte aus dieser Ehe:
    1. Wilhelm Kralik (* 17. Dezember 1806 in Kaltenbach, Böhmen; † 9. Mai 1877 in Winterberg, Böhmen), Glasfabrikant, seit  11. April 1877 Ritter Kralik von Meyrswalden ⚭ (I) 21. März 1831 (in Winterberg, Böhmen) Anna Maria Pinhak (* 25. Februar 1814 in Sofienwald, Böhmen; † 19. November 1850 in Eleonorenhain, Böhmen), und hatte aus dieser Ehe 13 Kinder. ⚭ (II) Louise Lobmeyr (* 25. April 1832 in Wien; † 3. Oktober 1905 in Wien-Vorderbrühl), Schwester des Großindustriellen Ludwig Lobmeyr,  und hatte aus dieser Ehe 5 Kinder. Zu den Nachkommen des Wilhelm Kralik von Meyrswalden gehören:
      1. (I) Wilhelm Kralik von Meyrswalden (* 10 Jan 1834 in Winterberg, Böhmen; †  22. März 1877 in Eleonorenhain, Böhmen ⚭ 14. Juni 1862 (in Obermoldau, Böhmen) Anna Jankowsky von Maienhorst (* 23. November 1844 in Josefstadt, Böhmen; † 12. November 1874 in Eleonorenhain, Böhmen), und hatte aus dieser Ehe Nachkommen, darunter:
        1. Wilhelmine Kralik von Meyrswalden (* 8. April 1863 in Eleonorenhain, Böhmen); † 2. August 1936 in Karlsbad) ⚭ Josef Salmon (* 12. August 1844 in Daliměřice; † ?)
          1. Lyda Salmonova (* 14. Juli 1889 in Prag, Böhmen; † 18. November 1968 in Prag, Böhmen) ⚭ Paul Wegener (* 11. Dezember 1874 in Arnoldsdorf, Westpreußen; † 13. September 1948 in Berlin)
            1. Peter Wegener (* 29. August 1917 in Berlin; † 13. September 2008 in New Haven, Connecticut)

        2. Eduard Kralik von Meyrswalden (* 23. Mai 1866 in Eleonorenhain, Böhmen; † 8. April 1922)
        3. Anna Kralik von Meyrswalden (* 14. Januar 1868 in Eleonorenhain, Böhmen; † 14. Januar 1893 in Mažice) ⚭ N.N. Taschek (* ? ; † ?)
        4. Alfred Kralik von Meyrswalden (* 12. März 1870 Eleonorenhain, Böhmen; † 12. März 1919 in Dobrzan) ⚭ 24. Oktober 1896 (in Kamp-Bornhofen) Else Grandjean (* 28. Oktober 1865 in Bornhofen/Rhein; † 22. Januar 1898 ebenda), und hatte aus dieser Ehe Nachkommen, darunter:
          1. Heinrich Kralik von Meyrswalden (* 21. Juli 1897 in Bornhofen; † 25. Mai 1958 in Stuttgart), Kunstmaler

        5. Helene Kralik von Meyrswalden (* 3. Oktober 1871 in Eleonorenhain, Böhmen; † nach 1931) ⚭ N.N. Honegger (* ? ; † ?)
        6. Huberta Kralik von Meyrswalden (* 4. November 1874, Eleonorenhain, Böhmen; † 15. August 1937 in Mažice) ⚭ N.N. Taschek (* ? ; † ?)

      2. (I) Heinrich Kralik von Meyrswalden (* 21. April 1840 in Winterberg; † 11. Februar 1911 Eleonorenhain, Böhmen), Glasfabrikant ⚭ 7. Januar 1878 Agnes Wlcek (* 4. Februar 1859 in Neuhaus an der Donau; † 22. Juni 1917 in Eleonorenhain), und hatte aus dieser Ehe 3 Söhne und 3 Töchter, darunter:
        1. Gottlob Kralik von Meyrswalden (* 22. Oktober 1878 in Eleonorenhain, Böhmen; † 6. April 1964 in Heilbronn), Glasfabrikant ⚭ 7. September 1903 Klara Welz (* 30. Mai 1880 in Klostergrab bei Teplitz; † 30. Januar 1949 (Suizid) in Fürstenberg (Oder), und hatte aus dieser Ehe eine Tochter (* 1906; † früh) und zwei Söhne (* 1909) und (* 1911)

      3. (II) Richard Kralik von Meyrswalden (* 1. Oktober 1852 in Eleonorenhain, Böhmen; † 4. Februar 1934 in Wien), Schriftsteller ⚭ N.N. (* ? ; † ?), und hatte aus dieser Ehe Nachkommen, darunter:
        1. Dietrich Kralik von Meyrswalden (* 15. August 1884 in Wien; † 27. Dezember 1959 ebenda), Mediävist ⚭ N.N. (* ? ; † ?)
        2. Heinrich Kralik von Meyrswalden (* 27. Januar 1887 in Wien; † 26. September 1965 ebenda), Musikwissenschaftler und Musikkritiker ⚭ N.N. (* ? ; † ?)

      4. (II) Mathilde Kralik von Meyrswalden  (* 3. Dezember 1857 in Linz; † 8. März 1944 in Wien), Komponistin